# In Golden Days
In Golden Days è un cortometraggio muto del 1908. Il nome del regista non viene riportato nei credit.

## Produzione
Il film fu prodotto dalla Essanay Film Manufacturing Company.

## Distribuzione
Uscì nelle sale cinematografiche USA il 30 dicembre 1908.